# Folkomröstningen om EU-medlemskap i Moldavien 2024
Folkomröstningen om EU-medlemskap i Moldavien 2024 hålls den 20 oktober 2024 samtidigt med presidentvalet.
För att folkomröstnings resultat ska vara giltigt, ska valdeltagande vara åtminstone 33 %.

## Bakgrund
EU och Moldavien har förhandlat om potentiellt medlemskap sedan 2014. Officiellt ansökte Moldavien medlemskapet i mars 2022 efter Rysslands invasion av Ukraina. Landet blev en officiell kandidatmedlem i juni 2022. Regeringen i Moldavien har konstaterat att landet ska vara en EU-medlem senast år 2030.
President Maia Sandu berättade om sin plan att ordna en folkomröstning om EU-medlemskap redan i december 2023. Beslutet om datum för folkomröstningen fattades i maj 2024.

### Fråga
Frågan på valsedlarna (som väljarna ska svara antingen "ja" eller "nej") är:
Susțineți modificarea Constituției în vederea aderării Republicii Moldova la Uniunea Europeană?

## Kampanj
Presidenten Maia Sandu har sagt att hon kommer att driva kampanj för EU-medlemskap.
Gagauziens guvernör Evghenia Guțul är inte för EU-medlemskapet och har sagt att hon kommer att driva kampanj mot medlemskapet tillsammans med blocken Victorie som bland annat består av det förbjudna Șor-partiet.
Ryssland, som har intressen i Transnistrien, har beskyllts för att ha försökt muta moldaviska medborgare med motsvarande 150 miljoner svenska kronor om de röstar nej till EU-medlemskap.

## Resultat
|        | Röster    | Andel (%) |
| ------ | --------- | --------- |
| Ja     | 750 137   | 50,38     |
| Nej    | 738 737   | 49,62     |
| Totalt | 1 488 874 |           |
| Källa: |           |           |

Valdeltagandet var 51,5 %.

## Galleri
- Valsedel som ska användas i folkomröstningen.

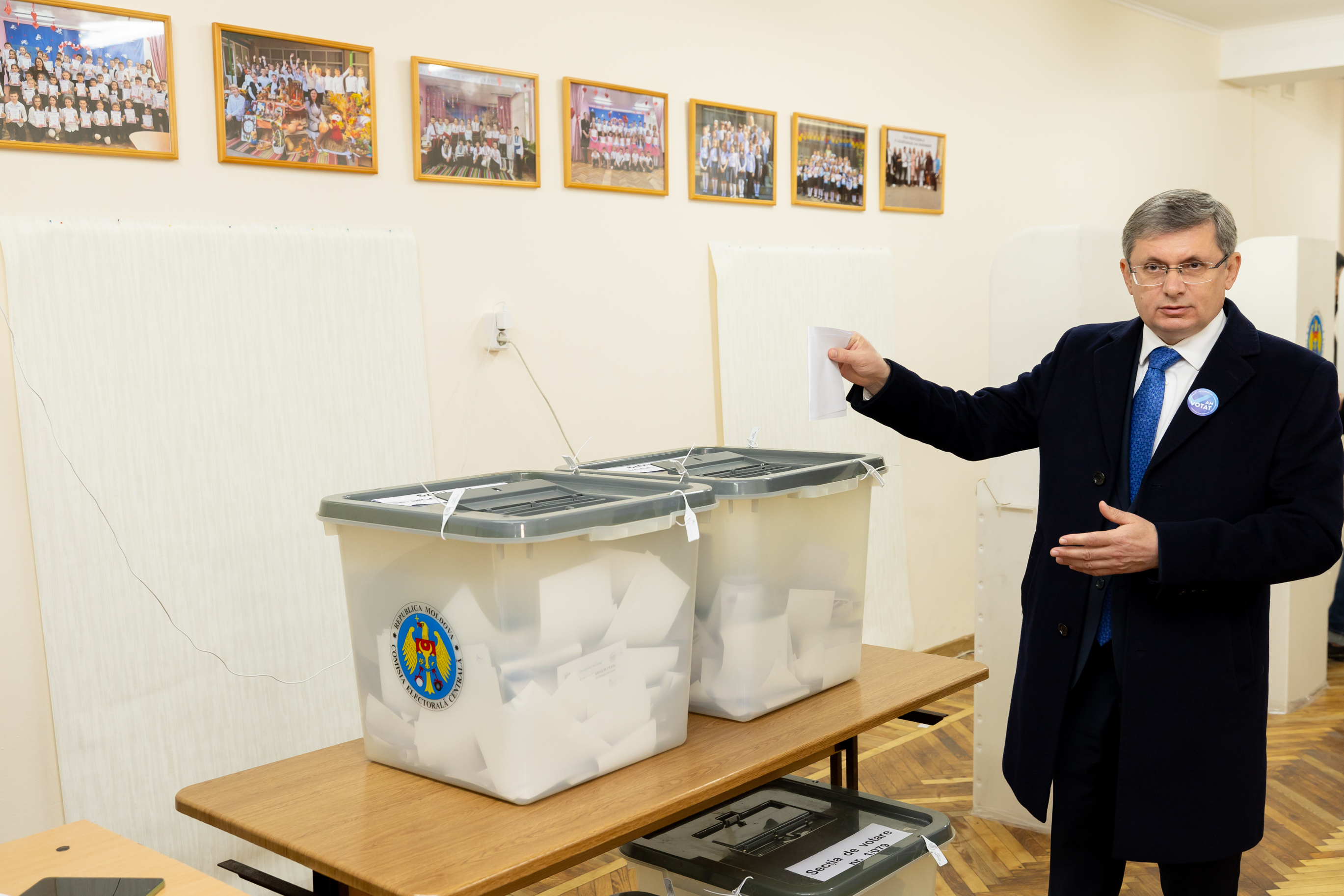
Parlaments talman Igor Grosu röstar.